# Indywidualne Mistrzostwa Polski w Zapasach 2020

## Mistrzostwa Polski w Zapasach2020

### Kobiety
28. Mistrzostwa Polski – 10–11 października 2020, Dzierżoniów

### Mężczyźni
- styl wolny

73. Mistrzostwa Polski – 9–10 października 2020, Krotoszyn
- styl klasyczny

90. Mistrzostwa Polski – 2–3 października 2020, Radom

## Medaliści

### Kobiety
| Kategoria: | Złoto:                                     | Srebro:                                 | Brąz:                                                                    |
| 50 kg      | Anna Łukasiak AZS-AWF Warszawa             | Nikola Dytrych AKS Piotrków Trybunalski | Katarzyna Kamińska WLKS Nowe Iganie Anna Król Cement Gryf Chełm          |
| 53 kg      | Iwona Matkowska Grunwald Poznań            | Alicja Czyżowicz Orzeł Namysłów         | Julita Omilusik Ares Wałbrzych Agata Walerzak Unia Racibórz              |
| 55 kg      | Katarzyna Krawczyk Cement Gryf Chełm       | Agata Kazimierczak Bloczek Team Pelplin | Paula Kozłow Unia Racibórz Natalia Duksa Unia Racibórz                   |
| 57 kg      | Patrycja Gil WLKS Nowe Iganie              | Angelika Mytkowska Slavia Ruda Śląska   | Sylwia Kułynycz Olimpijczyk Radom Wiktoria Karwowska AZS-AWF Warszawa    |
| 59 kg      | Jowita Wrzesień CSiR Dąbrowa Górnicza      | Magdalena Głodek Bloczek Team Pelplin   | Dominika Kulwicka Slavia Ruda Śląska Patrycja Dudek Cement Gryf Chełm    |
| 62 kg      | Aleksandra Wólczyńska Grunwald Poznań      | Karolina Gackowska Gryf Wojnowo         | Sylwia Żebrowska LMKS Krasnystaw Agnieszka Król Unia Racibórz            |
| 65 kg      | Natalia Kubaty Slavia Ruda Śląska          | Paulina Danisz Slavia Ruda Śląska       | Magdalena Kaźmierczak Master Łódź Oktawia Skraińska Sokół Lublin         |
| 68 kg      | Agnieszka Wieszczek-Kordus Grunwald Poznań | Kamila Kulwicka Slavia Ruda Śląska      | Marlena Kister Sokół Lublin Zuzanna Zubowicz Sokół Lublin                |
| 72 kg      | Natalia Strzałka Slavia Ruda Śląska        | Anna Urbanowicz Cement Gryf Chełm       | Paulina Martyka Junior Dzierżoniów Roksana Łosyk Iron Bulls Bielawa      |
| 76 kg      | Patrycja Sperka Slavia Ruda Śląska         | Anna Wawrzycka Czarni Połaniec          | Julia Zawadzka Mazowsze Teresin Patrycja Wochna AKS Piotrków Trybunalski |

### Mężczyźni

#### Styl wolny
| Kategoria: | Złoto:                                        | Srebro:                               | Brąz:                                                                    |
| 57 kg      | Vasyl Ilnytskyi Grunwald Poznań               | Jan Zaszczerzyński Budowlani Łódź     | Patryk Jurkowski Czarni Połaniec                                         |
| 61 kg      | Ivan Izdebskyi Ceramik Krotoszyn              | Paweł Sobolewski Bizon Milicz         | Grzegorz Łabus Slavia Ruda Śląska Mariusz Walkowiak Ceramik Krotoszyn    |
| 65 kg      | Eduard Grigorjew Mazowsze Teresin             | Maciej Marciszewski Bizon Milicz      | Patryk Zwada Bloczek Team Pelplin Bartosz Stawinoga Śląsk Milicz         |
| 70 kg      | Krzysztof Bieńkowski AKS Białogard            | Szymon Wojtkowski Ceramik Krotoszyn   | Eryk Maj Śląsk Milicz Przemysław Swatek LMKS Krasnystaw                  |
| 74 kg      | Marcin Majka Boruta-Olimpjczyk Zgierz & Radom | Patryk Ciurzyński Mazowsze Teresin    | Mateusz Kampik Dąb Brzeźnica Bartłomiej Rybczyński Lotnik Wrocław        |
| 79 kg      | Andrzej Sokalski Slavia Ruda Śląska           | Sebastian Bąk Wisła Świecie           | Ernest Dorosz Zapasy Włodawa Jakub Władczyk Czarni Połaniec              |
| 86 kg      | Sebastian Jezierzański Dąb Brzeźnica          | Radosław Marcinkiewicz Orzeł Namysłów | Konrad Tront Stal Rzeszów Krzysztof Sadowik Śląsk Milicz                 |
| 92 kg      | Zbigniew Baranowski AKS Białogard             | Michał Bielawski Grunwald Poznań      | Kamil Sykuła LMKS Krasnystaw Robert Michta Mazowsze Teresin              |
| 97 kg      | Radosław Baran Grunwald Poznań                | Mateusz Nowak Stal Rzeszów            | Chingiz Samadov Śląsk Wrocław Tomasz Kościółek Stal Rzeszów              |
| 125 kg     | Robert Baran Ceramik Krotoszyn                | Kamil Kościółek Stal Rzeszów          | Grzegorz Mierzejewski Budowlani Łódź Bartosz Staniaszek Mazowsze Teresin |

#### Styl klasyczny
| Kategoria: | Złoto:                               | Srebro:                                    | Brąz:                                                                        |
| 55 kg      | Putkaradze Bachana Olimpijczyk Radom | Mairbek Salimov Wschód Białystok           | Krzysztof Jończyk AKS Piotrków Trybunalski Miłosz Kuźnia Unia Racibórz       |
| 60 kg      | Khvicha Tchitava Sobieski Poznań     | Michał Tracz Śląsk Wrocław                 | Nikodem Drewa Cartusia Dawid Ersetic Unia Racibórz                           |
| 63 kg      | Mateusz Szewczuk Unia Racibórz       | Dawid Szkodziński AKS Piotrków Trybunalski | Kamil Czarnecki Unia Racibórz Piotr Stolarczyk Unia Racibórz                 |
| 67 kg      | Gework Sahakian Cartusia             | Łukasz Socha AKS Piotrków Trybunalski      | Aleksander Mielewczyk Cartusia Mateusz Bernatek AKS Piotrków Trybunalski     |
| 72 kg      | Roman Pacurkowski AZS-AWF Warszawa   | Karol Socha AKS Piotrków Trybunalski       | Ihor Zacharczuk AZS-AWF Warszawa Michał Tomaszewski AKS Piotrków Trybunalski |
| 77 kg      | Edgar Babayan Sobieski Poznań        | Mateusz Wolny Unia Racibórz                | Konrad Kozłowski Olimpijczyk Radom Piotr Duk Olimpijczyk Kędzierzyn-Koźle    |
| 82 kg      | Artemii Utochkin AZS-AWF Warszawa    | Łukasz Fafiński Olimpijczyk Radom          | Damian Cierlik AKS Piotrków Trybunalski Bartłomiej Klimek Olimpijczyk Radom  |
| 87 kg      | Arkadiusz Kułynycz Olimpijczyk Radom | Szymon Szymonowicz Cement Gryf Chełm       | Seweryn Szreder AZS-AWF Warszawa Filip Kazimierczak GKS Bełchatów            |
| 97 kg      | Tadeusz Michalik Sobieski Poznań     | Piotr Chudzik Olimpijczyk Radom            | Chingiz Samadov Śląsk Wrocław Patryk Kamiński AZS-AWF Warszawa               |
| 130 kg     | Rafał Krajewski Legia 1926 Warszawa  | Rafał Płowiec Olimpijczyk Radom            | Michał Orzechowski Olimpijczyk Radom Dominik Krawczyk AZS-AWF Warszawa       |